# Мака (вакаська мовна сім'я)
Мака (мовою мака qʷi·qʷi·diččaq [ˈqʷiː.qʷiː.dit͡ʃ.t͡ʃa.ʔaq], англ. Makah language) — мова індіанського народу мака, що проживає переважно в резервації Мака в окрузі Клеллам (штат Вашингтон) в США. Відноситься до вакаської мовної сім'ї, є найпівденішою з них, споріднена з мовами нуучанулт і дітідат. Використовується індіанцями мака як друга мова. У 2002 році помер останній мовець, для якого вона була єдиною рідною мовою. У 2010 році ще залишалося від 6 до 10 двомовних людей, що були виховані мовою мака і розмовляли нею з дитинства. Крім того, у 2010 році нараховувалося понад ста осіб, що володіли мовою на середньому або початковому рівні. З кінця 1970-х років існує програма зі збереження мови мака, фінансування якої забезпечується Адміністрацією у справах корінних американців, Культурно-дослідницьким центром Мака та Племінною радою Мака. Плем'я мака намагається відродити мову, зокрема через дошкільні заняття.
Мова мака є офіційною мовою племені мака з 1993 року.